# Sturzkampfgeschwader 1
A Sturzkampfgeschwader 1 foi uma unidade de bombardeiros de mergulho da Luftwaffe durante a Segunda Guerra Mundial, activa entre 1939 e 1943, altura pela qual todas as unidades Sturzkampfgeschwader foram re-baptizadas como Schlachtgeschwader.

## Comandantes
- Oberstleutnant Eberhard Baier, 18 de novembro de 1939 - 21 de junho de 1940[1]
- Oberstleutnant Walter Hagen, 22 de junho de 1940 - 15 de março de 1943[1]
- Oberstleutnant Gustav Pressler, março de 1943 - 18 de outubro de 1943[1]